# Ursula Nelles

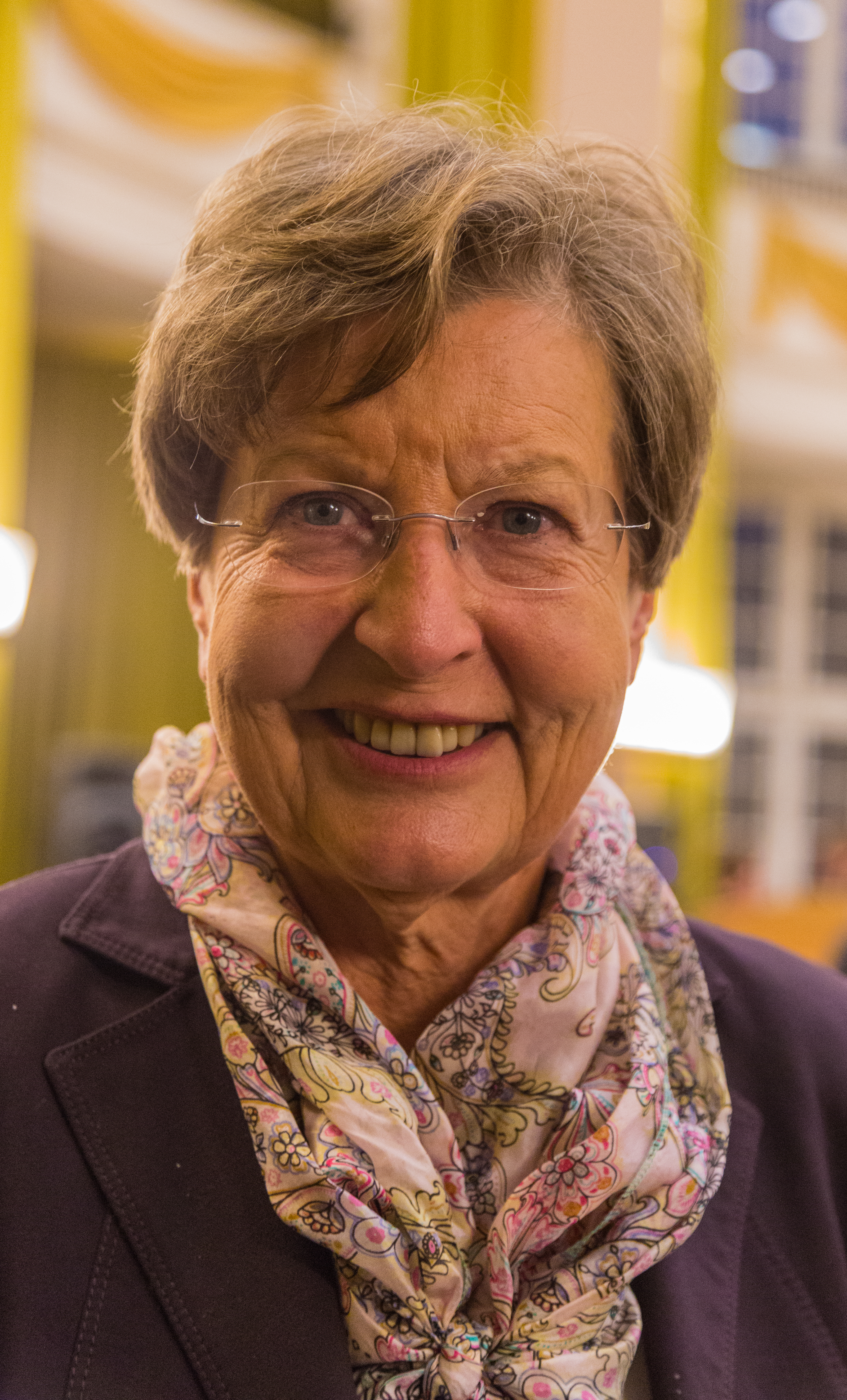
Ursula Nelles (2017).

Ursula Nelles (* 25. November 1949 in Münster) ist eine deutsche Rechtswissenschaftlerin. Sie ist emeritierte Professorin für Strafrecht, Strafprozessrecht und Wirtschaftsstrafrecht und war von 2006 bis 2016 Rektorin der Westfälischen Wilhelms-Universität in Münster.

## Leben
Nach dem Abitur an der katholischen Marienschule nahm Ursula Nelles im Jahr 1968 ein Studium der Rechtswissenschaften an der Westfälischen Wilhelms-Universität auf, das sie 1973 mit dem ersten Staatsexamen abschloss. Im Jahr 1976 legte sie das zweite Staatsexamen ab und wurde im Jahr 1980 – ebenfalls in Münster – zum Dr. jur. promoviert. Ihr Dissertationsthema waren Kompetenzen und Ausnahmekompetenzen in der Strafprozessordnung, wobei sie sich insbesondere mit dem Begriff der „Gefahr im Verzug“ befasste. Zehn Jahre später folgte im Jahr 1990 wiederum dort die Habilitation mit einer Arbeit über Untreue zum Nachteil von Gesellschaften und zur Struktur des strafrechtlichen Vermögensbegriffs.
Nach ihrer Zulassung als Rechtsanwältin erhielt sie in den Jahren 1990 und 1991 Lehraufträge in Münster und Hamburg sowie eine Gastdozentur an der Katholischen Universität Nijmegen in den Niederlanden. Es folgten eine Professur für Strafrecht und Strafprozessrecht an der Universität Bremen sowie 1992 ein Lehrauftrag an der Universität Greifswald und 1993/94 an der Universität Düsseldorf. Im Jahr 1994 kehrte sie zur Westfälischen Wilhelms-Universität nach Münster zurück, erhielt an der dortigen Juristischen Fakultät eine Professur für Strafrecht, Strafprozessrecht und Wirtschaftsstrafrecht und wurde gleichzeitig Direktorin des Instituts für Kriminalwissenschaften. Im Jahr 2004 wurde sie zur Dekanin der Juristischen Fakultät der Westfälischen Wilhelms-Universität gewählt. Dieses Amt hatte sie bis zum Beginn des Sommersemesters 2006 inne. Von Oktober 2006 bis zum 30. September 2016 war Ursula Nelles Rektorin der Westfälischen Wilhelms-Universität. Ihr Vorgänger als Rektor ist Jürgen Schmidt, ihr Nachfolger Johannes Wessels.
Nelles geriet im Jahr 2007 aufgrund ihrer erfolgreichen Bemühungen, Studiengebühren einzuführen, in die Kritik der Studierendenschaft der Universität. Vorgeworfen wird ihr, dass sie damit zum einen ihren eigenen früheren Äußerungen zu diesem Thema widerspreche und zum anderen entgegen dem Standpunkt ihrer Partei, der SPD, handele.
Ursula Nelles ist Mitglied im Deutschen Juristinnenbund, deren 1. Vorsitzende sie von 1997 bis 2001 war.